# Second Mesa
Second Mesa és una concentració de població designada pel cens dels Estats Units a l'estat d'Arizona. Segons el cens del 2000 tenia 814 habitants. Hi ha tres poblats hopi a una mesa a 1.740 metres: Musungnuvi (o Mishongnovi), Supawlavi (o Sipaulovi), i Songoopavi (o Shungopavi). Second Mesa també és la seu del Centre Cultural Hopi.

## Demografia
Segons el cens del 2000, Second Mesa tenia 814 habitants, 209 habitatges, i 169 famílies La densitat de població era d'11,9 habitants/km². La distribució per races era 96,93%  amerindis i 1,23% blancs. Els  hispànics de qualsevol raça eren el 0,37% de la població.
Dels 209 habitatges en un 45,9% hi vivien nens de menys de 18 anys, en un 45% hi vivien parelles casades, en un 33,5% dones solteres, i en un 18,7% no eren unitats familiars. En el 17,2% dels habitatges hi vivien persones soles el 8,1% de les quals corresponia a persones de 65 anys o més que vivien soles. El nombre mitjà de persones vivint en cada habitatge era de 3,89 i el nombre mitjà de persones que vivien en cada família era de 4,39.
Per edats la població es repartia de la següent manera: un 40,4% tenia menys de 18 anys, un 10,2% entre 18 i 24, un 24,6% entre 25 i 44, un 17,1% de 45 a 60 i un 7,7% 65 anys o més.
L'edat mediana era de 25 anys. Per cada 100 dones de 18 o més anys hi havia 90,9 homes.
La renda mediana per habitatge era de 22.981 $ i la renda mediana per família de 23.947 $. Els homes tenien una renda mediana de 22.679 $ mentre que les dones 21.898 $. La renda per capita de la població era de 6.089 $. Aproximadament el 32,7% de les famílies i el 36,3% de la població estaven per davall del llindar de pobresa.

## Poblacions properes
El següent diagrama mostra les poblacions més properes.